# عمارت سرهنگ آزموده اردلان
این بنا مربوط به سرهنگ آزموده اردلان بوده و در شهر سنندج، کوچهٔ خسروی نزدیک عمارت وکیل‌الملک در محلهٔ قطارچیان قرار دارد. این بنای قدیمی که مالک اولیهٔ آن فردی از خانوادهٔ اردلان بوده، اکنون با شمارهٔ ثبتیِ ۵۰۸۷ در تملک میراث فرهنگی کردستان قرار دارد.
این عمارت دارای بخش‌های مختلفی است؛ سردر ورودی به فرم نیم‌هشتی و سکوهای قرینهٔ سنگی با قوس‌های متداخل نیم‌دایرهٔ آجری و گره چینی است. حیاط چهارضلعی مرکزی ساختمان با آب‌نما و باغچه، یادآور معماری درون‌گرای ایرانی است. فضاهای دیگر شامل سه‌دری‌ها، دودری و پنج‌دری، تالار، اُرُسی زیبا و بدیع در هر یک از مدخل‌های ورودی فضاها، بسیار حساب‌شده و زیبا است. تمام فضا در پیرامون حیاط مرکزی و در دو طبقه ساخته شده‌است. تزیینات آن ترکیبی از اُرُسی، گچ بری رنگی، حجاری روی سنگ، آجرکاری به صورت خفته و راسته و استفاده از نرده‌های فلزی است.